# Sumpfratten
Die Sumpfratten (Holochilus) sind eine Gattung von Neuweltmäusen, die als Uferbewohner in Sumpfgebieten Südamerikas leben. Sie wurden meistens in die Nähe der Baumwollratten (Sigmodon) gestellt, doch neue molekulargenetische Analysen legen nahe, dass sie mit den Reisratten (Oryzomys) dichter verwandt sind.
Die Kopfrumpflänge liegt je nach Art zwischen 13 und 22 Zentimeter, hinzu kommt ein etwa ebenso langer Schwanz. Das Fell ist oberseits beige oder braun und unterseits weiß gefärbt. Der Körperbau ist von typischer Rattengestalt. Von den äußerlich sehr ähnlichen Baumwollratten unterscheiden sich die Sumpfratten vor allem durch die Schwimmhäute zwischen den Zehen, außerdem durch das weichere Fell.
Verbreitet sind Sumpfratten im tropischen und subtropischen Südamerika östlich der Anden. Hier leben sie an Flussufern, in Sümpfen und in Schilfwäldern. Aus Schilf und Blättern wird ein Nest gebaut, das bis zu 3 Meter über dem Wasser in Röhricht oder Sträuchern hängt. Ein Sumpfrattennest hat einen Durchmesser von bis zu 40 Zentimeter. Bei Gefahr springen die Bewohner direkt in das darunter liegende Wasser und fliehen schwimmend. 
In manchen Regionen sind Sumpfratten überaus häufig. Zu den Gegenden, die ihnen perfekte Bedingungen bieten, zählt der Pantanal im Südwesten Brasiliens. Hier zählt man in manchen Sträuchern bis zu zehn Nester. In einigen Jahren kommt es zudem zu plötzlichen Populationsexplosionen, deren Ursachen nicht ganz verstanden sind. Diese rasanten Zuwächse der Populationen gehen einher mit dem Einfall von Sumpfratten in angrenzende Siedlungen. Sie enden aber ebenso plötzlich durch ein gleichfalls rätselhaftes Massensterben der Tiere.
Folgende Arten sind bekannt:
- Die Echte Sumpfratte (Holochilus brasiliensis) lebt in Brasilien, Paraguay, Uruguay und dem nördlichen Argentinien.
- Die Amazonas-Sumpfratte (Holochilus sciureus) bewohnt  Brasilien, Bolivien, das östliche Peru, Venezuela, Guyana, Surinam und Französisch-Guayana.
- Die Chaco-Sumpfratte (Holochilus chacarius) ist in Paraguay und dem nördlichen Argentinien beheimatet.

Eine vierte Art, Holochilus magnus, wird heute meistens in eine eigene Gattung Lundomys gestellt.